# Kalophrynus menglienicus
Kalophrynus menglienicus é uma espécie de anfíbio da família Microhylidae.
Pode ser encontrada nos seguintes países: China e possivelmente em Myanmar.
Os seus habitats naturais são: matagal húmido tropical ou subtropical, marismas de água doce, marismas intermitentes de água doce, terras irrigadas e áreas agrícolas temporariamente alagadas.